# Aspropirgos
Aspropirgos (gr. Ασπρόπυργος) – miasto w Grecji, w administracji zdecentralizowanej Attyka, w regionie Attyka, w jednostce regionalnej Attyka Zachodnia. Siedziba i jedyna miejscowość gminy Aspropirgos. W 2021 roku liczyło 31 381 mieszkańców.